# Blind Willie McTell

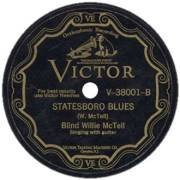
Label des Statesboro Blues auf Victor Records, V-38001

Blind Willie McTell (* 5. Mai 1898 oder 1901 in Thomson, Georgia; † 19. August 1959 in Milledgeville, Georgia) (eigentlich William Samuel McTier) war ein einflussreicher US-amerikanischer Blues-Musiker und ein herausragender Repräsentant des Piedmont Blues.

## Biografie
In seiner frühen Kindheit komplett erblindet, war McTell aber in der Lage, mittels Braille-Musikschrift Noten zu lesen. 1934 heiratete er Ruth Kate Williams, mit der er bis zu seinem Tod verheiratet blieb. 1957 gab er den Blues auf und wandte sich der Religion zu, 1959 starb er an einer Hirnblutung. 1977 interviewte der Bluesforscher David Evans seine Witwe und förderte so erstmals Daten zu McTells Leben zutage.
Zu Lebzeiten war Blind Willie McTell kaum bekannt, trotzdem konnte er regelmäßig aufnehmen, indem er Agenten, die ihn ansprachen, jedes Mal ein anderes Pseudonym angab. So veröffentlichte er ab 1927 als „Blind Sammie“ für Columbia, „Georgia Bill“ für OKeh, als „Hot Shot Willie“ für Victor, als „Blind Willie“ für Vocalion und Bluebird, 1949 als „Barrelhouse Sammy“ für Atlantic und 1950 als „Pig n Whistle Red“ für Regal. Trotz seiner relativ umfangreichen Diskographie lebte er hauptsächlich von seiner Tätigkeit als Straßenmusiker. Als solcher war er auch mit Blind Willie Johnson lange Zeit im Süden der USA unterwegs. Seine Musik ist ausgezeichnet durch seine klare Stimme und seine eigene Technik, 12-saitige Gitarren zu spielen.
Erst nach seinem Tod griffen viele andere Musiker, wie etwa die Allman Brothers, sein Werk auf. Bob Dylan textete in seinem Song Blind Willie McTell von 1983, „niemand singe den Blues wie Blind Willie McTell“. Eine angebliche Aussage Dylans wie „bester Bluessänger“ wurde zwar kolportiert, ist aber nirgendwo verlässlich dokumentiert. Dylan coverte 1993 McTells Broke Down Engine.
McTell wurde 1981 in die Blues Hall of Fame aufgenommen.

## Bekannte Stücke
- Statesboro Blues
- Broke Down Engine Blues
- Death Room Blues
- Love Makin' Mama
- Your Southern Can Is Mine
- The Dyin' Crapshooter's Blues
- Weary Hearted Blues

## Diskographie
- Last Session  (1960)
- Blind Willie McTell: 1927-1933 The Early Years (1968)
- Complete Library Of Congress Recordings (1940)  (1969)
- Blind Willie McTell: 1927-1935 (1974)
- Blues Original, Vol. 1 (1972)
- Atlanta Twelve String  (1975)
- Complete Recorded Works in Chronological Order, Vol. 1 (1990)
- Complete Recorded Works in Chronological Order, Vol. 2 (1990)
- Complete Recorded Works in Chronological Order, Vol. 3 (1990)
- Definitive Blind Willie Mctell (1994)
- Broke Down Engine Blues 1927-1935 (2001)
- The Essential Blind Willie McTell (2001)
- The Definitive Blind Willie McTell 1927–1935 (2002)
- Blind Willie McTell: Experience Blues (2002)
- Blind Willie McTell: Statesboro Blues The Complete RCA Victor Recordings 1927-1932 (2003)
- Classic Years 1927-1940  (2003)
- Atlanta Strut (2004)
- Best Of Blind Willie McTell (2004)
- Devil Can't Hide From Me (2004)
- Pig 'N Whistle Red (2004)
- A To Z Blues: Biograph Recordings (2004)
- Georgia Rag (2005)
- Statesboro Blues: The Early Years 1927-1935 (2005) - 3 CD-Box mit Complete Recorded Works Vol. 1 - 3
- King Of The Georgia Blues (2007)